# San Pedro de Incio
Incio (llamada oficialmente San Pedro do Incio) es una parroquia española del municipio de Incio, en la provincia de Lugo, Galicia.

## Otras denominaciones
La parroquia también es conocida por el nombre de San Pedro de Incio.

## Límites
Limita con las parroquias de Hospital al norte, Trascastro al este, Ferreiros y Ferreirúa al sur, y Óutara al oeste.

## Organización territorial
La parroquia está formada por nueve entidades de población, constando ocho de ellas en el nomenclátor del Instituto Nacional de Estadística español:
- Barreiro
- Dompiñor
- Lamas
- Monteagudo
- Pacios
- Pena
- Saa
- San Miguel
- San Pedro

## Demografía
| Gráfica de evolución demográfica de Incio entre 2000 y 2020 |
|                                                             |
| Datos según el nomenclátor publicado por el INE.            |